# Ottiero Ottieri
Ottiero Ottieri (né le 29 mars 1924 à Rome et mort le 25 juillet 2002 à Milan) était un écrivain et un sociologue italien du XXe siècle.

## Biographie
Ottiero Ottieri naît à Rome de parents toscans, fait ses études au collège Massimo des jésuites de Rome. Il possède une sensibilité extraordinaire et commence très tôt à écrire, décrivant les Dolomites dès l'âge de quatorze ans, depuis la terrasse d'une petite auberge de Villabassa, dans le Trentin. Durant un certain temps, il se consacre à l'étude de la littérature grecque, il traduit et publie, chez l'éditeur Capriotti, l'Agamemnon d'Eschyle, précédé d'un essai introductif.
En 1945, à seulement 21 ans, il obtient un diplôme de lettres avec une thèse sur les œuvres de Leon Battista Alberti, suit un cours de perfectionnement en littérature anglaise, tout en poursuivant plusieurs traductions parmi lesquelles un drame élisabéthain de Cyril Tourneur, publié dans le volume Théâtre élisabéthain de Sansoni, et sur ce même auteur dramatique, il fait paraître un essai sur Inventaire dans l'été 1950, sous le titre Les personnages négatifs de Tourneur.
Ottieri commence également à collaborer à des quotidiens et autres revues, parmi lesquelles la Fiera letteraria, et en 1947, il obtient le prix Mercure pour un récit L'isola (L'île) publié sur la revue homonyme, dirigée par Alba de Céspedes. Insatisfait des collaborations sporadiques aux revues et aux journaux, déçu par le milieu littéraire romain, selon lui fermé et élitiste, il décide aux premiers jours de février 1948 de partir pour Milan, la ville du travail, de l'engagement social et moral, où il espère trouver de nouvelles motivations.
Dans le livre La linea Gotica (1963), se souvenant des sensations qu'il avait éprouvées à son arrivée à Milan, il écrit : « J'ai laissé la littérature, la maison agitée des miens, la névrose de fils unique […] seul, la tête appuyée sur la tablette du compartiment, de la gare je descends sur un Milan noir dans une mélancolie noire […] je suis un intellectuel de gauche, je suis venu pour l'être, comme quelqu'un va fréquenter une école dans une autre ville… Rome est mon être, Milan est ma raison d'être. »
Ottieri, arrivé à Milan, commence à travailler en tant qu'assistant de Guido Lopez, chef du bureau d'impression de la Mondadori. En raison d'une propension innée aux études en général, il suit avec grand enthousiasme des études sociales et psychologiques. Il fait la connaissance de Cesare Musatti, fréquente assidûment le siège du PSI milanais, et commence à collaborer au quotidien Avanti!. En 1950, à Lerici, il épouse Silvana Mauri, nièce de Valentino Bompiani qu'il avait connue durant ses difficiles premiers mois à Milan. L'année suivante, il commence à diriger la revue mensuelle de vulgarisation scientifique La scienza illustrata.
Avec cet emploi, il connaît un monde différent, celui de la technique corrélée à l'industrie des premières années d'après-guerre, des rapports humains difficiles entre l'ouvrier et la machine, inhérents au travail aliénant de l'usine. Ottieri trouve la psychanalyse et la politique, instruments congéniaux à ses nouvelles sensations, et commence à considérer la psychologie moderne, la psychologie du profond, comme « un instrument pour sortir de… l'inconscience. »
Le manuscrit de son premier livre, Memorie dell'incoscienza (Mémoires de l'inconscience), qu'il commence à écrire en 1947, après quelques corrections en 1952, et proposé du même coup à Elio Vittorini, est publié en 1954. C'est un livre sur son parcours d'enfant. Il met en évidence un certain fascisme interprété psychologiquement, comme de l'inconscience, et comme aspect d'un infantilisme politique qui, en Italie, a été et reste très diffusé. Il raconte la vie dans un pays toscan en 1943, avant et après l'armistice, et il esquisse de façon efficace les rapports sentimentaux subis selon des mécanismes cruels, mais inconscients, et surtout d'un fascisme rempli d'ignorance et hors de toute réalité objective.
En 1953, peu après avoir travaillé chez Olivetti comme sélectionneur du personnel, il est atteint d'une méningite, et il reste quatre mois durant dans la clinique florentine du docteur Cocchi, le seul à l'époque capable de soigner ce type de maladie. Une fois guéri, Adriano Olivetti (qui avait, et a toujours, tenu en haute considération ses dirigeants provenant du monde intellectuel tels Geno Pampaloni, Paolo Volponi, Giovanni Giudici ou Franco Fortini), après avoir payé lui-même le traitement d'Ottieri, lui propose de reprendre son travail dans un meilleur climat que celui d'Ivrée ou de Milan, au siège de la nouvelle usine de Pouzzoles.
Avec toute sa famille, il déménage à Pouzzoles et, dans ce contexte social différent, il écrit en 1957 son second livre, Tempi stretti (Des temps difficiles), publié par Einaudi, où il décrit le monde de l'usine de son point de vue, à une période de transformations et de difficiles luttes. En 1959, Donnarumma all'assalto (Donnarumma à l'assaut), son livre le plus célèbre, est publié par Bompiani. À travers le protagoniste, un chômeur sans qualifications, prêt à tout pour avoir un poste dans la lumineuse usine ouverte au Sud par une grande industrie du Nord, Ottieri recueille parmi les premiers le caractère dramatique du contraste entre le progrès technique et matériel et le retard culturel du Sud de l'Italie.
Comme écrivain il a du succès. Aussi, craignant de manquer de temps pour l'écriture, il refuse l'offre d'Adriano Olivetti de rester à Pouzzoles comme directeur du personnel de l'usine. Rentré à Milan, il s'engage par un nouveau contrat de consultant à mi-temps à collaborer avec Il Mondo par des articles d'actualité et des récits, et poursuit du milieu des années 1960 aux années 1970 avec le quotidien Il Giorno.
Italo Calvino, jugeant intéressant et très significatif un journal écrit par Ottieri pendant son engagement dans le monde de l'industrie, lui suggère d'en publier quelques extraits dans la revue Il Menabò (it) avec le titre Taccuino Industriale, le consacrant ainsi pionnier de la littérature industrielle, comme on la nomme. En 1963, le journal entier est publié par Bompiani sous le titre La linea gotica (La ligne gothique) et gagne la même année le prix Bagutta.
L'écrivain, une fois sorti de sa 'période industrielle', cherche toujours l'inspiration hors du monde littéraire qui lui ne l'a jamais inspiré. Il est appelé à Rome par Tonino Guerra pour écrire le scenario du film L'Éclipse de Michelangelo Antonioni, pour raconter la névrose qui corrompt les existences et les rapports humains. Il découvre le cinéma, il s'en enthousiasme et, d'un coup, il est pris par l'excitation de se mettre à son propre compte et de se mesurer avec cette nouvelle façon, poétique, de raconter une histoire.
L'histoire réaliste du livre L’impagliatore di sedie (L’Empailleur de chaises, 1964) est racontée comme un scénario fait d'action, de gestes, de langage parlé, mais derrière la tentation d'expérimenter une nouvelle technique narrative en est cachée une autre, Ottieri l'explique dans la préface : « Ainsi j'ai tenté sans pudeur et sans goût de l'horreur de mettre en scène des moments dans lesquels la demoiselle, si raisonnable et intelligente par ailleurs, s'abandonne à des activités intérieures et extérieures qui, d'habitude, sont secrètes parce que (de l'avis d'un illustre psychiatre) celle qui les a vécues ne peut se les rappeler, celle qui ne les a pas vécues ne peut les imaginer, et celle qui est en train de les vivre ne peut les retranscrire. »

## Œuvres principales

### Récits
- Memorie dell'incoscienza, Turin, 1954;
- Tempi stretti, Turin, 1957;
- Donnarumma all'assalto, Milan, 1959;
- La linea gotica, Milan, 1963;
- L'impagliatore di sedie, Milan, 1964;
- I divini  mondani, Milan, 1968;
- Il campo di concentrazione, Milan, 1972;
- Contessa, Milan, 1976;
- Di chi è la colpa, Milan, 1979;
- Due amori, Turin, 1983;
- Il divertimento, Milan, 1984;
- Improvvisa la città, Milan, 1987.

### Poésie
- Il pensiero perverso, Milan, 1971;
- La corda corta, Milan, 1978;
- Tutte le poesìe, Venise, 1986;
- L'infermiera da Pisa, Milan, 1991.

### Essais
- L'irrealtà quotidiana, Milan, 1966.

### Théâtre
- I venditori di Milano, Turin, 1960;
- L'assemblea deserta, in Sipario, janvier 1962.

### En français
- Les grilles du paradis [« Donnarumma all'assalto »], Paris, trad. Hélène Pasquier, éditions Stock, 1963, 261 p.
- Les Dix jours [« L'impagliatore di sedie »], Paris, trad. par Maddy Buysse, éditions Gallimard, coll. « Du monde entier », 1968, 208 p.
- Soudain la vie [« Improvvisa la vita »], Paris, trad. Alain Sarrabayrouse, éditions Le Terrain Vague, 1990, 190 p. (ISBN 978-2-85208-124-6)
- Les divins mondains [« I divini mondani »], Paris, Éditions Autrement, 2010, 89 p. (ISBN 978-2-7467-1418-2)

## Sources
- (it) Cet article est partiellement ou en totalité issu de l’article de Wikipédia en italien intitulé « Ottiero Ottieri » (voir la liste des auteurs).